# Niendorf II
 Niendorf II  ist ein Ortsteil der Gemeinde Wrestedt im niedersächsischen Landkreis Uelzen.

## Geografie und Verkehrsanbindung
Der Ort liegt nördlich des Kernbereichs von Wrestedt und südlich des Kernbereichs von Uelzen.
Am nördlichen Ortsrand von Niendorf II mündet der Wrestedter Bach in die Stederau, die ein Quellfluss der Ilmenau ist.
Am westlichen Ortsrand und dann weiter südlich erstreckt sich das 283 ha große Naturschutzgebiet Bornbachtal.
Östlich verläuft der Elbe-Seitenkanal.
Die B 4 (= B 191) verläuft nordwestlich.